# Nikolaj Sergeevič Gagarin
Nikolaj Sergeevič Gagarin, in russo Николай Сергеевич Гагарин? (1784 – 1842), è stato un nobile e politico russo.

## Biografia
Era il primogenito del principe Sergej Sergeevič Gagarin (1745-1798), figlio di Sergej Vasil'evič Gagarin, e di sua moglie, la principessa Varvara Nikolaevna Galitzina, nipote di Michail Michajlovič Golicyn. Aveva un fratello, Sergej.

## Carriera
Nel 1802 divenne Gentiluomo di Camera e in seguito prestò servizio negli Ussari bielorussi. Partecipò alla battaglia di Borodino. Negli ultimi anni del regno di Alessandro I, venne nominato ciambellano.
Proprietario di una grande fortuna, ha vissuto apertamente e largamente. Nel 1831, il principe espresse il desiderio di tornare a corte. Egli è stato restituito alla carica di ciambellano e venne assegnato di accompagnare la granduchessa Elena Pavlovna in Inghilterra.
Nel 1835 è stato nominato vicepresidente del Gabinetto Imperiale.

## Matrimonio
Nel 1816 sposò la contessa Maria Alekseevna Bobrinska (30 gennaio 1798-30 luglio 1835), nipote di Caterina la Grande e Grigorij Grigor'evič Orlov. Ebbero quattro figli:
- Marija Nikolaevna (1820-1837);
- Leonilla Nikolaevna (1822-1887), sposò il principe Vladimir Aleksandrovič Menshikov, ebbero tre figli;
- Nikolaj Nikolaevič (1823-1902), sposò la contessa Elena Nikolaevna Gurieva;
- Tolstoj Nikolaevič (1828-1868), sposò la ballerina Anna Ivanovna Prihunovoy.

## Morte
Morì nel 1842, in seguito a una violenta per mano di uno dei suoi ex subordinati causata da una ferita d'arma da fuoco al collo.
| Controllo di autorità | VIAF (EN) 296332805 · CERL cnp01940321 · GND (DE) 1031494073 |